# Laugardælir
Laugardælir est une localité islandaise de la municipalité de Árborg située au sud de l'île, dans la région de Suðurland.

## Histoire
.

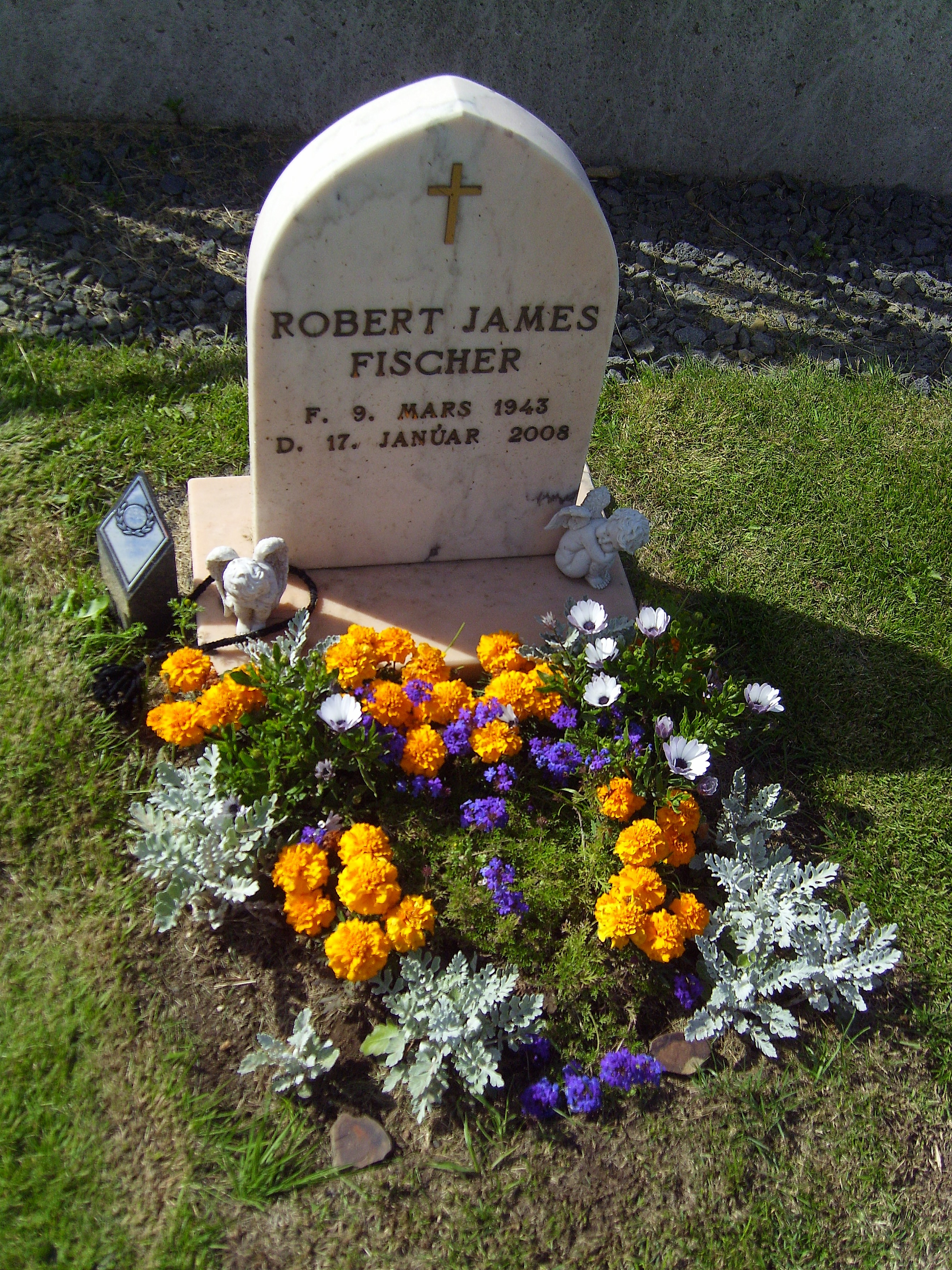
La tombe de Bobby Fischer

Le cimetière de la localité abrite la tombe du champion d'échecs américain Bobby Fischer (1943-2008). Il avait été naturalisé islandais en 2005 et est mort à Reykjavik.